# Минотавр-3
Минотавр-3 (англ. Minotaur III, OSP-2 TLV, Peacekeeper TLV) — американская военная суборбитальная четырёхступенчатая ракета-носитель среднего класса, также известная как Peacekeeper TLV, разработанная и сконструированная компанией «Орбитальная научная корпорация», на основе тяжелой МБР MX. Ракета-носитель применяется для испытания системы противоракетной обороны (ПРО).

## История создания
В 1997 году корпорация OSC получила от ВВС США контракт на разработку новой ракетно-космической системы, которая должна была прийти на смену ракет семейства «Таурус». Новая ракетв-носителя предназначалась для выведения на низкие околоземные орбиты малых спутников в широком диапазоне масс. В целях снижения затрат на новые модели было решено создавать на базе снятых с вооружения межконтинентальных баллистических ракет «Минитмен-2». Ответственность за реализацию программы, названной OSP (сокр. от англ. Orbital Suborbital Program — букв. Программа орбитальных и суборбитальных полётов) была возложена на Центр космических и ракетных систем (SMSC), производящий закупки ракет-носителем в интересах всех видов вооружения.
На разработку ракеты Минотавр включая затраты связанные с проведением первого старта, было выделено около 20 млн долларов (в ценах 1997 года). Последующих десять изделий ракет-носителей семейства «Минотавр» ВВС США планировало приобретать по цене 12 млн долларов (в ценах 1997 года) без учёта стоимости используемых ступеней МБР. Кроме этого контракт подразумевал, что компания OSC должна была провести модернизацию 13 боевых ракет для запуска по суборбитальным траекториям. При выполнении всех условий контракта стоимость соглашения превысило бы 200 млн долларов (в ценах 1997 года).
Разработка ракеты Минотавр длилась достаточно долго — первый пуск ракеты-носителя состоялся в январе 2000 года. В ходе полёта, осуществлённого с коммерческой стартовой площадки на базе Ванденберг, система вывела в космос космический аппарат Jawsat и ещё несколько попутных грузов общей массой около 160 кг.

## Конструкция
Четырёхступенчатая суборбитальная ракета Минотавр-3, применяемая в интересах испытаний системы ПРО. В РН использованы первая ступень SR-118, вторая ступень  SR-119, третья ступень  SR-119, а четвёртая ступень Super-HAPS реализована, модернизация ступени HAPS, используемой на ракетах Минотавр-1 и «Пегас».
Забрасываемый вес — до 3000 кг полезной нагрузки на дальность до 5000 км по баллистической траектории. Головной обтекатель и электронное оборудование было взято ракеты-носителя «Пегас».

## Стартовые площадки
Ракета-носитель Минотавр-1 разрабатывалась для запуска со следующих стартовых площадок:
- стартовая площадка LC-06 космодрома на военно-воздушной базе «Ванденберг» в округе Санта-Барбара (Калифорния);
- коммерческий космодром Кадьяк, расположенный на одноимённом острове у берегов Аляски.